# John H. Watson

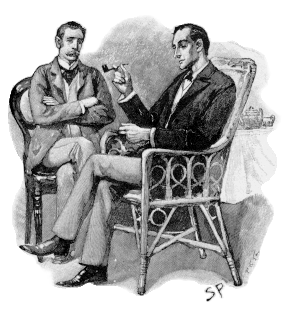
Dr. Watson (balra) és Sherlock Holmes, Sidney Paget illusztrációján

John Hamish Watson (közismert nevén Dr. Watson) angol irodalmi alak, orvos.
Watson doktor Sherlock Holmes állandó segítője Sir Arthur Conan Doyle novelláiban és regényeiben. Az első Holmes regényben, A bíborvörös dolgozószobában (A Study in Scarlet, 1887) kerül ismeretségbe későbbi barátjával, aki éppen egy állati tetemet próbált kettéhasítani egy mészárszéken. Watson részt vett az afganisztáni brit hadjáratban mint katonaorvos, de súlyosan megsebesült, ezért leszerelték. Mivel anyagiak tekintetében gyenge lábakon állt, ezért egy ismerősét megkérte, hogy kerítsen számára lakótársat. Így költözött be Sherlock Holmes Baker Street-i otthonába, ahol Mrs. Hudson, a házvezetőnő vette gondjaiba. Watson amellett, hogy részt vett barátja nyomozásaiban, magánrendelőt nyitott Londonban és praktizálni kezdett. A négyek jele című regény végén pedig beleszeretett Morstan százados lányába, akit el is vett feleségül. Arról, hogy születtek-e gyermekei, nem tudunk.
A családalapítás után elköltözött a Baker Streetről, de gyakran felkereste barátját rendelési idő után. Watson teljesen Holmes intellektuális hatása alá került. A nyomozások során ő képviseli a hidegvérű, lovagias, józan angol úriember példáját, de erősen kötődik érzelmileg is barátjához. Mint orvos, mélységesen elítéli Holmes kokainnal folytatott kísérletezéseit, de befolyásolni nem tudja. Kapcsolatuk a rajongó és a bálvány viszonya (hasonló, mint Hastings kapitány és Hercule Poirot kapcsolata). Az utolsó meghajlás című novellából tudható, hogy Watson, akárcsak Holmes, megérte az első világháborút.